# (6158) Shosanbetsu
(6158) Shosanbetsu ist ein Asteroid des Hauptgürtels, der am 12. November 1991 von den japanischen Astronomen Tsuneo Niijima und Takeshi Urata an der Sternwarte Ojima (IAU-Code 887) in Ōta  entdeckt wurde.
Der Himmelskörper wurde am  30. Januar 2010 nach dem Fischerdorf Shosanbetsu in der Unterpräfektur Rumoi auf Hokkaidō benannt, das vom Fluss Fūrembetsu (風連別川, -gawa) durchflossen wird und in dem das Shosanbetsu-Observatorium angesiedelt ist.